# Apamea sinuata
Apamea sinuata är en fjärilsart som beskrevs av Moore 1882. Apamea sinuata ingår i släktet Apamea och familjen nattflyn. Inga underarter finns listade i Catalogue of Life.